# Seine Tochter ist der Peter (1955)
Seine Tochter ist der Peter ist ein österreichischer Spielfilm aus dem Jahre 1955 von Gustav Fröhlich mit Sabine Eggerth in der Titelrolle. Weitere Hauptrollen spielen Wolf Albach-Retty und Josef Meinrad. Es handelt sich hierbei um eine Verfilmung des Romans „Und seine Tochter ist der Peter“ von Edith Zellweker.

## Handlung
Der Ingenieur Max Klaar ist geschieden und hat eine halbwüchsige Tochter namens Elisabeth. Weil sie ein richtiger „Wildfang“ ist und auch sonst eher Verhaltensweisen von Jungs ihres Alters an den Tag legt, nennt man sie meist „Peter“. Bei einer ihrer waghalsigen Unternehmungen mit Freund Peperl fällt sie eines Tages ins Wasser und ertrinkt beinah. Peter hat Glück, dass zufällig die junge Helga in der Nähe ist, die ihr im letzten Moment das Leben rettet. 
Peter ist begeistert von Helga, von der sie sich wünschte, dass sie eines Tages vielleicht sogar ihre neue Mutter werden würde. Doch da taucht plötzlich ihre leibliche Mutter, die glamouröse Schauspielerin Nora Christian, auf. Sie nimmt ihre Tochter ohne das Wissen ihres Vaters mit sich und will sie in ihre Künstlerkreise in Wien einführen. Peter fühlt sich jedoch dort nicht wohl und nimmt, von Heimweh getrieben, Reißaus, um zu ihrem Vater und ihren Freunden heimzukehren. Max Klaar, Peperl und Helga heißen sie daheim herzlich willkommen.

## Produktionsnotizen
Seine Tochter ist der Peter entstand in Wien-Schönbrunn (Atelier) sowie am Millstätter- und Faakersee in Kärnten (Außenaufnahmen). Die Uraufführung erfolgte am 2. September 1955 in Wien, die deutsche Premiere war am 28. Oktober desselben Jahres in Pforzheim.
Co-Produzent Alfred Lehr übernahm auch die Herstellungsleitung, Co-Produzent Ernest Müller die Produktionsleitung. Fritz Jüptner-Jonstorff gestaltete die Filmbauten, Gerda Walter die Kostüme. Dia Lucca war Choreografin, Wolfgang Glück Regieassistent, Anton Pucher Kameraassistent. Gretl Schörg war auch als Sängerin zu hören.
Derselbe Stoff wurde von Heinz Helbig bereits 1936 erstmals in Österreich verfilmt.

## Kritiken
Im Lexikon des Internationalen Films heißt es: „Lebensferne, sentimentale Unterhaltung.“